# Forward (album d'Erik Mongrain)
Pour les articles homonymes, voir Forward.
 (avril 2014).
Albums de Erik Mongrain
Equilibrium
Forward est un album du guitariste québécois Erik Mongrain. L'album est sorti le 21 août 2012.

## Listes des pistes
| No  | Titre            | Durée |
| --- | ---------------- | ----- |
| 1.  | Fearless         |       |
| 2.  | The Daisy Fields |       |
| 3.  | Rhythms of I     |       |
| 4.  | Forward          |       |
| 5.  | Salvation        |       |
| 6.  | Verso            |       |
| 7.  | Aftermath        |       |
| 8.  | Quantum          |       |
| 9.  | The Happy Couple |       |
| 10. | Rewind           |       |